# Bruno Bonifacio
Bruno Bonifacio (ur. 2 listopada 1994) – brazylijski kierowca wyścigowy.

## Kariera

### Początki
Bonifacio rozpoczął karierę w jednomiejscowych samochodach wyścigowych w wieku 17 lat w 2011 roku w Brazylijskiej Formule 3. W F3 Brazil Open ukończył sezon na 7 pozycji. Poza tym wystartował także w Południowoafrykańskiej Formule 3, gdzie też 9 - krotnie stawał na podium. Gdy w głównej serii nie był klasyfikowany, to w klasie Light zdobył mistrzowski tytuł. Startował również w Formule Abarth, w której zajął odpowiednio 15 w europejskiej i 14. miejsce we włoskiej serii. W sezonie 2012 w Formule Abarth było już dużo lepiej. We włoskiej edycji uplasował się na 5 lokacie w klasyfikacji generalnej, a w europejskiej serii stanął na najniższym stopniu podium klasyfikacji końcowej.

### Formuła Renault
W 2012 roku Bonifacio rozpoczął stary w Północnoeuropejskim Pucharze Formuły Renault 2.0 oraz w Alpejskiej Formule Renault. W obu tych seriach Brazylijczyk podpisał kontrakt z włoską ekipą Prema Powerteam. W serii alpejskiej uplasował się na 20 pozycji w klasyfikacji generalnej, zaś w północnoeuropejskim pucharze pojawił się na podium raz, co mu dało ostatecznie 35 lokatę.
Na sezon 2013 Bonifacio przedłużył kontrakt z Prema Powerteam na starty w Europejskim Pucharze Formuły Renault 2.0 oraz Alpejskiej Formule Renault. Z dorobkiem odpowiednio 29 i 145 punktów uplasował się tam odpowiednio na piętnastej i trzeciej pozycji w klasyfikacji generalnej.
W 2014 roku Brazylijczyk kontynuował współpracę z włoską ekipą Prema Powerteam w Europejskim Pucharze Formuły Renault 2.0 oraz w Alpejskiej Formule Renault. W edycji europejskiej w ciągu trzynastu wyścigów, w których wystartował, czterokrotnie stawał na podium, w tym raz na jego najwyższym stopniu. Uzbierał łącznie 88 punktów. Dało mu to piąte miejsce w końcowej klasyfikacji kierowców. W serii alpejskiej odniósł jedno zwycięstwo i cztery razy stawał na podium, jednak jego wyniki nie były zaliczane do klasyfikacji.

## Wyniki

### Formuła Renault 3.5
| Legenda oznaczeń w tabelach wyników Wyświetl szablon na nowej stronie | Legenda oznaczeń w tabelach wyników Wyświetl szablon na nowej stronie                                                                     |
| Oznaczenie                                                            | Wyjaśnienie |
| --------------------------------------------------------------------- | --- |
| Złoty                                                                 | Zwycięzca lub mistrzostwo |
| Srebrny                                                               | 2. miejsce lub wicemistrzostwo |
| Brązowy                                                               | 3. miejsce lub II wicemistrzostwo |
| Zielony                                                               | Ukończył, punktował (w klasyfikacji generalnej, gdy zdobył co najmniej jeden punkt na przestrzeni sezonu, poza trzema powyższymi opcjami) |
| Niebieski                                                             | Ukończył, nie punktował (w klasyfikacji generalnej, gdy nie zdobył co najmniej jednego punktu na przestrzeni sezonu)                      |
| Czerwony                                                              | Nie zakwalifikował się (NZ) |
| Czerwony                                                              | Nie prekwalifikował się (NPK) |
| Różowy                                                                | Nie ukończył (NU) |
| Różowy                                                                | Niesklasyfikowany (NS) (w klasyfikacji generalnej, gdy nie został sklasyfikowany w żadnym wyścigu sezonu)                                 |
| Czarny                                                                | Zdyskwalifikowany (DK) |
| Czarny                                                                | Wykluczony (WYK/EX) |
| Biały                                                                 | Nie wystartował (NW) |
| Biały                                                                 | Kontuzjowany (K/INJ) |
| Biały                                                                 | Wyścig odwołany (OD/C) |
| Bez koloru                                                            | Został wycofany (WYC/WD) |
| Bez koloru                                                            | Nie przybył (NP/DNA) |
| Bez koloru                                                            | Nie brał udziału w treningach (NT/DNP) |
| Bez koloru                                                            | Nie został zgłoszony (–) |
| Pogrubienie                                                           | Start z pole position |
| Kursywa                                                               | Najszybsze okrążenie wyścigu |
| †                                                                     | Nie ukończył, ale jego rezultat został zaliczony ze względu na przejechanie więcej niż 90% dystansu wyścigu.                              |
| *                                                                     | Sezon w trakcie |
| 1/2/3                                                                 | Punktowana pozycja w sprincie |
| Lista systemów punktacji Formuły 1                                    | |

| Rok  | Zespół                     | Wyniki w poszczególnych eliminacjach | Wyniki w poszczególnych eliminacjach | Wyniki w poszczególnych eliminacjach | Wyniki w poszczególnych eliminacjach | Wyniki w poszczególnych eliminacjach | Wyniki w poszczególnych eliminacjach | Wyniki w poszczególnych eliminacjach | Wyniki w poszczególnych eliminacjach | Wyniki w poszczególnych eliminacjach | Wyniki w poszczególnych eliminacjach | Wyniki w poszczególnych eliminacjach | Wyniki w poszczególnych eliminacjach | Wyniki w poszczególnych eliminacjach | Wyniki w poszczególnych eliminacjach | Wyniki w poszczególnych eliminacjach | Wyniki w poszczególnych eliminacjach | Wyniki w poszczególnych eliminacjach | Punkty | Pozycja |
| ---- | -------------------------- | ------------------------------------ | ------------------------------------ | ------------------------------------ | ------------------------------------ | ------------------------------------ | ------------------------------------ | ------------------------------------ | ------------------------------------ | ------------------------------------ | ------------------------------------ | ------------------------------------ | ------------------------------------ | ------------------------------------ | ------------------------------------ | ------------------------------------ | ------------------------------------ | ------------------------------------ | ------ | ------- |
| 2015 | International Draco Racing | ARA                                  | ARA                                  | MON                                  | BEL                                  | BEL                                  | HUN                                  | HUN                                  | AUT                                  | AUT                                  | UK                                   | UK                                   | DEU                                  | DEU                                  | FRA                                  | FRA                                  | JER                                  | JER                                  | 1      | 25      |
| 2015 | International Draco Racing | 11                                   | 10                                   | NU                                   | 12                                   | NU                                   | 12                                   | 18                                   | 14                                   | 11                                   | NU                                   | NU                                   | NU                                   | 12                                   | -                                    | -                                    | -                                    | -                                    | 1      | 25      |

### Podsumowanie
| Sezon | Seria                                         | Zespół                       | Wyścigi | Zwycięstwa | PP | NO | Podium | Punkty | Pozycja |
| ----- | --------------------------------------------- | ---------------------------- | ------- | ---------- | -- | -- | ------ | ------ | ------- |
| 2011  | Południowoafrykańska Formuła 3                | Cesário Fórmula Junior Light | 14      | 0          | 2  | 11 | 9      | 0      | NS†     |
| 2011  | Południowoafrykańska Formuła 3 - klasa Light  | Cesário Fórmula Light        | 14      | 12         | 5  | 13 | 13     | 318    | 1       |
| 2011  | F3 Brazil Open                                | Cesário Fórmula Light        | 4       | 0          | 0  | 0  | 0      |        | 7       |
| 2011  | Europejska Formuła Abarth                     | Prema Powerteam              | 8       | 0          | 0  | 0  | 0      | 14     | 15      |
| 2011  | Włoska Formuła Abarth                         | Prema Powerteam              | 4       | 0          | 0  | 0  | 0      | 10     | 14      |
| 2012  | Europejska Formuła Abarth                     | Prema Powerteam              | 24      | 4          | 3  | 1  | 13     | 219    | 3       |
| 2012  | Włoska Formuła Abarth                         | Prema Powerteam              |         |            |    |    |        | 157    | 5       |
| 2012  | Alpejska Formuła Renault 2.0                  | Prema Powerteam              | 4       | 0          | 0  | 0  | 0      | 16     | 20      |
| 2012  | Północnoeuropejski Puchar Formuły Renault 2.0 | Prema Powerteam              | 2       | 0          | 0  | 0  | 1      | 20     | 35      |
| 2012  | Toyota Racing Series New Zealand              | Giles Motorsport             | 14      | 0          | 0  | 0  | 1      | 525    | 10      |
| 2013  | Europejski Puchar Formuły Renault 2.0         | Prema Powerteam              | 14      | 0          | 0  | 2  | 1      | 29     | 15      |
| 2013  | Alpejska Formuła Renault 2.0                  | Prema Powerteam              | 14      | 3          | 6  | 2  | 6      | 145    | 3       |
| 2013  | Toyota Racing Series New Zealand              | Giles Motorsport             | 15      | 2          | 0  | 0  | 4      | 650    | 5       |
| 2014  | Europejski Puchar Formuły Renault 2.0         | Prema Powerteam              | 13      | 1          | 0  | 0  | 4      | 88     | 5       |
| 2014  | Alpejska Formuła Renault 2.0                  | Prema Powerteam              | 6       | 1          | 1  | 1  | 4      | 0      | NS†     |

† – Bonifacio nie był zaliczany do klasyfikacji.